# Telethon
Telethon (de vegades escrit TeLeTHon) és una banda de pop-rock i punk rock de Milwaukee (Wisconsin) formada el desembre de l'any 2014, i anomenada Fitness fins al novembre de 2015. Es feu coneguda per escriure una òpera rock sobre estar en línia extremadament i apocalípticament, i per publicar un vídeo amb lletra mitjançant una pantalla compartida de Gmail.

## Discografia

### Àlbums d'estudi
- 2015: Witness (com a Fitness)[3]
- 2016: Citrosis[4]
- 2019: Hard Pop[5]
- 2021: Swim Out Past The Breakers[6]

### Àlbums en directe
- 2017: The Grand Spontanean[7]
- 2018: The Grand Spontanean (Commentary)[8]

### EP
- 2018: Modern Abrasive[9]

### Senzills
- 2018: It Shits!!! (Bomb the Music Industry! Cover)[10]
- 2021: Selfstarter A.E.[11]

### Maquetes
- 2020: Nerve-Wracked & Overfeeling: Telethon Demos, Voice Memos, and Oddities 2014-2019[12]

## Membres
- Kevin Tully - Veu/guitarra
- Jack Sibilski – Guitarra/cors
- Alex Meylink – Baix/cors
- Nate Johnson: Orgue/piano/sintetitzadors
- Erik Atwell – Bateria/percussió